# بهشت گمشده: قتل‌های کودکان در رابین هود هیلز
بهشت گمشده: قتل‌های کودکان در رابین هود هیلز (به انگلیسی: Paradise Lost: The Child Murders at Robin Hood Hills) فیلمی ۱۵۰ دقیقه‌ای به کارگردانی جو برلینگر و بروس سینوفسکی با بازی جسی میسکلی است.